# Podlesie (gmina Oleśnica)
Podlesie – wieś w Polsce, położona w województwie świętokrzyskim, w powiecie staszowskim, w gminie Oleśnica.
| SIMC    | Nazwa    | Rodzaj            |
| ------- | -------- | ----------------- |
| 0257265 | Za Rowem | część wsi         |
| 0257271 | Za Rzeką | część wsi         |
| 0257288 | Zadworze | część wsi         |
| 0257294 | Zagumnie | część wsiPodlesie |

W latach 1975–1998 miejscowość należała administracyjnie do województwa kieleckiego.